# 渥美博
渥美 博（あつみ ひろし、1962年2月21日 - ）は、埼玉県生まれの殺陣師、スタントマン、俳優。TEAM HANDY所属。身長173cm、体重63kg、B98・W73・H96。

## 人物・来歴
13歳の時、映画『武闘拳 猛虎激殺!』にて子役デビュー、小学生時代にはモーターボートで海上を引き摺られるスタントを全国ネットの番組で企画され、高視聴率を上げるなど、その後、日本トップのスタントマンとして確立する。
「落っこちのヒロシ」と撮影スタッフに評判があり、ルックスの良さから役者としても人気を得る。映画『ミカドロイド』は主役作品として挙げられる。
2011年現在は、舞台の殺陣師としてNINAGAWA蜷川幸雄作品や宝塚歌劇団など、多方面で活躍している。
また文学座附属演劇研究所を初めとして、多くの俳優養成所にてアクション・殺陣を指導している。

## 受賞歴
2025年
- 第32回読売演劇大賞 最優秀スタッフ賞

## 出演作品

### テレビドラマ
- 西遊記II（1979年 - 1980年、日本テレビ / 国際放映）
  - 第8話「女だらけの化け猫騒動」（1979年12月30日）
  - 第12話「術競べ 消えた悟空」（1980年1月27日）
  - 第16話「イカレた亭主の弟子入り志願」（1980年2月24日）
- 大空港（1978年 - 1980年、フジテレビ / 松竹）
  - 第70話「国際強盗団潜入 五億円の名画を救え!」（1980年1月28日）
- 吉宗評判記 暴れん坊将軍（1979年 - 1982年、ANB / 東映）
  - 第204話「夜の風花 別れ花」（1982年4月10日） - 了徳
- 赤かぶ検事奮戦記II（1981年 - 1982年、ABC）
  - 第10話「被告は娘、検事は父」（1982年2月5日）
- 新・必殺仕事人（1981年 - 1982年、ABC / 松竹）
  - 第39話「主水友達を気にする」（1981年3月5日） - 盗賊
- 徳川家康（1983年、NHK） - 小笠原長忠 役（レギュラー）
- うちの子にかぎって… パート2（1985年、TBS）
  - 第3話「あたし…オンナになっちゃった」（1985年4月26日） - チンピラ
- 水戸黄門（1986年、TBS / C.A.L）
  - 第16部 第9話「闇を裂く忍びの死闘 -吉野-」、第10話「悪を断った鍾馗の舞い -若山-」 - 小市
- スケバン刑事III 少女忍法帖伝奇（1986年 - 1987年、フジテレビ / 東映）
  - 第33話「引き裂かれた三姉妹 唯は妹じゃない!」（1987年8月20日） - 烈火衆
- あいつがトラブル（1989年 - 1990年、フジテレビ / キティ・フィルム）
  - 第10話「刑事と泥棒大脱走」（1990年2月17日）
- 世にも奇妙な物語（1990年4月19日 - 、フジテレビ）
  - 第51話「瞳の中へ」（1991年1月10日）
  - 第96話「不眠症」（1991年5月2日）
- 踊る大捜査線（1997年、フジテレビ） - 
  - 第1話「サラリーマン刑事と最初の難事件」（1997年1月7日） - 捜査員
  - 第2話「愛と復讐の宅配便」（1997年1月14日）
  - 第5話「彼女の悲鳴が聞こえない」（1997年2月4日）
  - 第8話「さらば愛しき刑事」（1997年2月25日）
  - 「踊る大捜査線 番外編 湾岸署婦警物語 初夏の交通安全スペシャル」（1998年6月19日）
- もう呼ぶな、海!（1999年2月23日、日本テレビ）
- 新宿鮫 氷舞（2002年、NHK）
- 逮捕しちゃうぞ（2002年、テレビ朝日）
  - 第1話「暴走婦警コンビ登場!?」（2002年10月17日）
  - 第4話「夏実がH!?狙われた婦警」（2002年11月7日）
  - 第7話「夏実がママ!?涙のビンタ」（2002年11月28日）
- 刑事一代 平塚八兵衛の昭和事件史（2009年6月20日・21日、テレビ朝日）

### 特撮
- 忍者キャプター（1976年 - 1977年、東京12チャンネル / 東映）
  - 第35話「恐怖の蝶人間」（1976年12月1日） - 甲賀鬼蝶丸 役（声は菅野直行が担当）
- 恐竜戦隊コセイドン（1978年 - 1979年、東京12チャンネル / 円谷プロ）
  - 第46話「コセイダー 幻の大恐竜を捜せ」（1979年5月18日） - 宇宙人
- バトルフィーバーJ（1979年 - 1980年、ANB / 東映） - バトルコサック（第6話まで）[3]
- ウルトラマン80（1980年 - 1981年、TBS / 円谷プロ）
  - 第44話「激ファイト! 80vsウルトラセブン」（1981年2月11日） - 妄想ウルトラセブン
  - 第49話「80最大のピンチ! 変身! 女ウルトラマン」（1981年3月18日） - 合体怪獣プラズマ
- 10号誕生!仮面ライダー全員集合!!（1984年1月3日） - タイガーロイド[4]、スカイライダー、水兵に変装したバダン戦闘員

### 映画
- 武闘拳 猛虎激殺!（1976年、東映）
- ミカドロイド（1991年、東宝）
- ガメラ 大怪獣空中決戦（1995年、東宝） - 通信員
- まむしの兄弟（1997年、東映）

### 舞台
- エクスカリバー（1998年、宝塚歌劇団宙組） - 擬闘
- ゴースト/ニューヨークの幻（2002年 - 2003年） - アクション
- ジャンヌ・ダルク（2010年） - アクション
- 二都物語（2013年） - アクション